# Szarża pod Borujskiem
Szarża pod Borujskiem – ostatnia szarża bojowa kawalerii Wojska Polskiego wykonana przez 1 Warszawską Samodzielną Brygadę Kawalerii w dniu 1 marca 1945 roku. Wioska, w której doszło do starcia, nazywała się wówczas Schönfeld, następnie po przyłączeniu do Polski Borujsko, a obecnie nosi nazwę Żeńsko.
W przeddzień natarcia, które wyznaczono na dzień 1 marca 1945 roku, 1 Warszawska Samodzielna Brygada Kawalerii zajęła wyznaczony rejon w lesie położonym 5 kilometrów na wschód od Borujska (wieś położona około 5 km na północ od Mirosławca). Brygada znajdowała się w drugim rzucie, na styku 4 i 2 Dywizji Piechoty. Z kawalerzystów została również utworzona grupa bojowa, dowodzona przez majora Waleriana Bogdanowicza. W jej skład weszły dwa szwadrony wzmocnione ckm–ami, czterema działami 76 mm i dwudziestoma czołgami T-34/85 z 1 Brygady Pancernej im. Bohaterów Westerplatte.
W dniu 1 marca o godzinie 8:30 rozpoczęło się artyleryjskie i lotnicze przygotowanie. Na umocnienia niemieckie, zajmowane przez pododdziały 163 Dywizji Piechoty, spadła lawina ognia artyleryjskiego. Około godziny 9 ruszyły do natarcia 1 Dywizja Piechoty i 2 Dywizja Piechoty oraz 14 pułk 6 Dywizji Piechoty.
Początkowo atakujące oddziały polskie, pokonujące rozmokły i trudny teren, jak również silny opór wroga, powoli posuwały się naprzód. Jednakże na kierunku natarcia 2 Dywizja Piechoty została zatrzymana. Niemcy, umocnieni we wsi Borujsko w schronach bojowych i rowach przeciwczołgowych, ubezpieczani licznymi polami minowymi, prowadzili celny i skuteczny ogień z broni maszynowej i przeciwpancernej. Obronę ułatwiał im otwarty teren oraz położenie Borujska na wzniesieniu górującym nad okolicą.
Dlatego też natarcie 6 Pułku Piechoty na Żabin, leżący obok Borujska, załamało się. 
Nie osiągnęły także wyznaczonych im celów 5 Pułk Piechoty i 2 Batalion Czołgów. Wobec niepowodzenia pierwszego natarcia, chcąc jak najszybciej przełamać linię obrony nieprzyjaciela i otworzyć drogę dla całej armii, generał Stanisław Popławski wydał rozkaz ponowienia ataku.
Dowódca 2 Dywizji Piechoty wprowadza do walki 4 Pułk Piechoty oraz 1 Batalion Czołgów, baterię 13 Pułku Artylerii Pancernej i batalion piechoty zmotoryzowanej 1 Brygady Pancernej im. Bohaterów Westerplatte, jako desant na czołgach. Po krótkim przygotowaniu artyleryjskim około godziny 16 rozpoczęło się nowe natarcie. Niemcy jednak stawiali nadal zdecydowany opór. Czołgi i piechota posuwały się bardzo wolno, ponosząc duże straty. Natarcie załamało się. Wówczas dowódca armii zdecydował się rzucić do ataku grupę konną. Dowodził nią porucznik Zbigniew Starak. Około 220–osobowa grupa składała się z dwóch szwadronów 3 Pułku Ułanów 1 Warszawskiej Samodzielnej Brygady Kawalerii i 2 baterii z 4 Dywizjonu Artylerii Konnej. Kawalerzyści wykorzystali jar i przedostali się w rejon, w którym operowały polskie czołgi, które minęli i uderzyli na zaskoczonych Niemców na wysuniętych placówkach. Większość Niemców poległa. Następnie wraz z czołgami i piechotą zaatakowali wieś. Po zaciętej walce konno i na bagnety zdobyto Borujsko przy bardzo małych stratach własnych. Poległo 7 ułanów, 10 było rannych. Natomiast 2 Dywizja Piechoty poniosła dużo większe straty: 124 zabitych, 254 rannych, a 1 Brygada Pancerna – 16 zabitych i 30 rannych. Niemcy stracili ponad 500 zabitych, a do niewoli dostało się 50.